# پی‌اس گرینور (۱۸۹۶)
پی‌اس گرینور (۱۸۹۶) (به انگلیسی: PS Greenore (1896)) یک کشتی بود که طول آن ۱۰۹ فوت (۳۳ متر) بود. این کشتی در سال ۱۸۹۶ ساخته شد.